# Aningaistensaari
Aningaistensaari eller Sahansaari eller Sahansaari, är en liten ö i mellersta delen av Päijänne i Finland. Den ligger i kommunen Kuhmois i landskapet Mellersta Finland, i den södra delen av landet, 160 km norr om huvudstaden Helsingfors. Öns area är 7,4 hektar och dess största längd är 0,6 kilometer i sydväst-nordöstlig riktning.